# Arrhis lütkeni
Arrhis lütkeni är en kräftdjursart som beskrevs av Gurjanova 1936. Arrhis lütkeni ingår i släktet Arrhis och familjen Oedicerotidae. Inga underarter finns listade i Catalogue of Life.